# Dmitrij Kopiejkin
Dmitrij Gieorgijewicz Kopiejkin, ros. Дмитрий Георгиевич Копейкин (ur. 3 października?/16 października 1903 w Bołogim, zm. 1982) – generał major Armii Czerwonej służący w LWP.

## Życiorys
Był robotnikiem w fabryce w Rybińsku (1917-1919). W 1919 wcielony do Armii Czerwonej w Kazaniu, w 1920 walczył w wojnie domowej w Rosji na froncie południowym i wstąpił do Rosyjskiej Komunistycznej Partii (bolszewików). 1923-1924 skończył Sowiecką Szkołę Partyjną w Kijowie i został funkcjonariuszem partyjnym i naczelnikiem propagandy w miejscowości Emileżyno. Od X 1927 politruk 14. Samodzielnego Batalionu Saperów i organizator pracy Komsomołu w tym batalionie. W 1928 przeniesiony na analogiczne stanowisko do 135. Pułku Piechoty 45. Dywizji Piechoty. W latach 1931–1936 studiował w Akademii Mechanizacji i Wojsk Pancernych im. Stalina w Moskwie, po czym został inżynierem-konstruktorem. Major, starszy inżynier i naczelnik oddziału w Naukowo-Badawczym Poligonie Pancernym pod Moskwą. W 1941 został naczelnikiem fabryki w Chabarowsku. Podczas wojny dosłużył się stopnia podpułkownika. Latem 1945 walczył na Froncie Dalekowschodnim z Japończykami. Od 1947 naczelnik fabryki we Lwowie. Od 26 V 1948 pułkownik. Od stycznia 1951 służył w WP jako naczelnik wydziału w Sztabie Generalnym WP. Od 1 V 1951 zastępca dowódcy Wojsk Pancernych i Zmechanizowanych WP ds. technicznych. W sierpniu 1955 mianowany generałem-majorem przez Prezydium Rady Ministrów ZSRR. W listopadzie 1956 powrócił do ZSRR.

## Odznaczenia
- Krzyż Oficerski Orderu Odrodzenia Polski (1956)
- Krzyż Kawalerski Orderu Odrodzenia Polski (1954)
- Brązowy Medal „Siły Zbrojne w Służbie Ojczyzny” (1956)
- Order Lenina (1950)
- Order Czerwonego Sztandaru (1944)
- Order Czerwonej Gwiazdy (1944)
- Medal „Za zwycięstwo nad Niemcami w Wielkiej Wojnie Ojczyźnianej 1941–1945”
- Medal „Za zwycięstwo nad Japonią”

## Życie prywatne
Żonaty z Zofią Michajłowną Nagajewą (ur. 1910). Małżeństwo miało syna i córkę.